# Албахтіно
Алба́хтіно (рос. Албахтино, чув. Супар) — присілок у складі Красноармійського району Чувашії, Росія. Входить до складу Алманчинського сільського поселення.
Населення — 229 осіб (2010; 267 у 2002).
Національний склад:
- чуваші — 99 %